# Материјална тачка
Материјална тачка је идеализован модел за проучавање особина тела у мировању и кретању у физици када се математичкој тачки (која нема димензије већ само положај) додаје још и особина масе, односно таква тачка има инерцију и делује гравитационом силом.
Оваква идеализација је могућа ако се обртни део укупног кретања тела не разматра. Пошто се цело тело замењује тачком, а све силе које делују на цело тело се приказују као да делују на тачку, то мора постојати тачно једна тачка у телу која може бити таква врста репрезента. Она се зове центар масе.
На пример, ако се приликом кретања планета око Сунца проучавају само путање средишта планета, онда се чак и тела тако великих димензија могу сматрати тачкама. Ако се проучава обртни део неког кретања, онда се тај објекат мора посматрати као тело, без обзира на димензије објекта.